# استفان الیوت (بازیکن هاکی روی یخ)
استفان الیوت (انگلیسی: Stefan Elliott؛ زادهٔ ۳۰ ژانویهٔ ۱۹۹۱) بازیکن هاکی روی یخ اهل کانادا است.
از باشگاه‌هایی که در آن بازی کرده‌است می‌توان به فینیکس کایوتیس اشاره کرد.